# UFC 226
UFC 226: Miocic vs. Cormier var en MMA-gala som arrangerades av Ultimate Fighting Championship och ägde rum 7 juli 2018 i Las Vegas i USA. 

## Resultat
1. ↑  Titelmatch i tungvikt.
2. ↑  Catchweight 157,5 lbs.[2]